# Alfabeto Letterario
Alfabeto Letterario è una collana editoriale della Laterza, uscita dal 1998 al 2001 e diretta da Remo Ceserani e Lidia De Federicis. 
Si tratta di una serie di volumetti di rapida lettura introduttoria ad argomenti di narratologia, che ruotano intorno a 5 serie:
- Temi letterari (1, 11, 13, 19)
- Letteratura e altro (2, 3, 6, 9, 18)
- Strumenti di analisi (4, 7, 12, 14)
- Le forme nella storia (8, 16, 17, 20)
- Sociologia letteraria (5, 10, 15, 21)

Ogni volume ha una bibliografia di riferimento e una di approfondimento.

## Titoli
Ogni titolo reca in copertina una lettera dell'alfabeto disegnata in corsivo a matita (tra parentesi).
- 1. Remo Ceserani, Lo straniero (a)
- 2. Lidia De Federicis, Letteratura e storia (b)
- 3. Alberto Papuzzi, Letteratura e giornalismo (c)
- 4. Pierluigi Pellini, La descrizione (d)
- 5. Alberto Cadioli, La ricezione (e)
- 6. Sara Cortellazzo e Dario Tomasi, Letteratura e cinema (f)
- 7. Marina Polacco, L'intertestualità (g)
- 8. Paolo Zanotti, Il modo romanzesco (h)
- 9. Pino Fasano, Letteratura e viaggio (i)
- 10. Dario Moretti, Il lavoro editoriale (j)
- 11. Renato Nisticò, La biblioteca (k)
- 12. Andrea Bernardelli, La narrazione (l)
- 13. Alberto Casadei, La guerra (m)
- 14. Gianni Turchetta, Il punto di vista (n)
- 15. Orsetta Innocenti, La letteratura giovanile (o)
- 16. Stefano Lazzarin, Il modo fantastico (p)
- 17. Sergio Zatti, Il modo epico (q)
- 18. Arrigo Stara, Letteratura e psicoanalisi (r)
- 19. Simona Micali, L'innamoramento (s)
- 20. Ferdinando Amigoni, Il modo mimetico-realistico (t)
- 21. Massimo Onofri, Il canone letterario (u)

Sono rimasti solo annunciati:
- Il modo carnevalesco (Le forme nella storia)
- Il modo melodrammatico (Le forme nella storia)
- La poesia (Strumenti di analisi)
- Il personaggio (Strumenti di analisi)
- Rima e ritmo (Strumenti di analisi)
- Cielo e mare (Temi letterari)
- Letteratura e filosofia (Letteratura e altro)